# Jeppe Prætorius
Jeppe Prætorius (4. juli 1745 i Skærbæk ved Tønder – 6. april 1823 i København) var en dansk handelsmand, far til Henrik Frederik og Jacob Christian Prætorius.
Han var søn af farver Henrik Prætorius og Elisabeth Dorothea Jepsdatter født Schmidt, blev 1786 bogholder ved Det guineiske Kompagni og oprettede senere en selvstændig handelsforretning. Han var en dygtig, driftig og heldig forretningsmand, og hans firma blev et af de betydeligste i København og drev en stor og omfattende oversøisk forretning (hans samlede skibstonnage 1797 beløb sig til over 200 kommercelæster (godt 500 tons). Han deltog i likvideringen af Det østersøiske-guineiske Selskab 1787. Begivenhederne 1807 ramte hans firma hårdt, men han klarede skærene. 1802 valgtes han til ældste i Grosserer-Societetet. Som privatmand skal han have været meget godgørende. 1812 udnævntes han til etatsråd.
Han ægtede 29. marts 1772 i Garnisons Kirke Elisabeth Vilhelmine Lemvig (4. maj 1747 i København - 17. juli 1807 sammesteds), datter af kancelliråd, amtsforvalter i Københavns Amt, senere justitsråd Frederik Ludvig Lemvig (1717-1779) og Gjertrud Elisabeth Kling (1722-1766). Han døde natten mellem 5. og 6. april 1823.
Forretningen fortsattes af hans to sønner Henrik Frederik Prætorius og Jacob Christian Prætorius.
Han er begravet på Assistens Kirkegård.

## Gengivelser
- Portrætmaleri af C.A. Lorentzen (Det Nationalhistoriske Museum på Frederiksborg Slot)
- Portrætmaleri af Christian Gottlieb Kratzenstein Stub
- Kobberstik af Andreas Flint (Det Kongelige Bibliotek)